# Toeslagenstelsel
Met toeslagenstelsel wordt in Nederland een groep wetten bedoeld binnen de sociale zekerheid die een aanvulling geven op het inkomen van mensen wanneer ze bij bepaalde kosten aan bepaalde voorwaarden voldoen en onder een vastgesteld minimum verdienen, dit wordt toeslag of inkomensondersteuning genoemd. De toeslagen zijn voor twee derde van de Nederlandse huishoudens essentieel om rond te kunnen komen.
De wetten worden uitgevoerd door de Dienst Toeslagen van het Ministerie van Financiën. De dienst verwachtte in 2023 om 19 miljard euro uit te keren. Het waren deze regelingen die onderwerp waren van het toeslagenschandaal.

## De vier toeslagen
Het gaat om de volgende uitkeringen en wetten:
- de huurtoeslag (Wet op de huurtoeslag)
- de zorgtoeslag (Wet op de zorgtoeslag)
- het kindgebonden budget (kgb) (Wet op het kindgebonden budget)
- de kinderopvangtoeslag (Wet kinderopvang en kwaliteitseisen peuterspeelzalen)

Met het Toeslagen Verstrekkingen Systeem (TVS) worden deze vier soorten toeslagen door één geautomatiseerd systeem verwerkt. Het geheel van deze vier toeslagen wordt het toeslagenstelsel genoemd. Het zogenaamde toeslagenschandaal had met deze uitkeringen te maken. Ruim twee derde van de Nederlandse huishoudens, 5,7 miljoen, ontving dat jaar een toeslag.
De Algemene wet inkomensafhankelijke regelingen (Awir) en het Besluit Bestuurlijke Boeten Belastingdienst/Toeslagen bevatten algemene bepalingen hierover.
De Awir definieert het toetsingsinkomen als het op het berekeningsjaar betrekking hebbende inkomensgegeven (verzamelinkomen), eventueel aangevuld met niet in Nederland belastbaar inkomen. Hierbij is het berekeningsjaar het kalenderjaar waarop de tegemoetkoming betrekking heeft. Artikel 20 bepaalt dat op herziening van het inkomensgegeven altijd herziening van de tegemoetkomingen volgt.
Elke toeslag is een niet-stijgende functie van inkomen. Hoe de toeslag van het inkomen afhangt verschilt per toeslag: het kan zijn een gebroken lineaire functie, een kwadratische functie, of op basis van een tabel met inkomensklassen. Bedragen lager dan €24 per jaar worden niet uitbetaald. Bij de huurtoeslag is deze functie een gedeelte van een kwadratische functie (de dalende tak van een bergparabool), die echter nul wordt vanaf een inkomen ruim lager dan dat waarvoor de kwadratische functie nul wordt. Hierdoor maakt deze toeslag (en dus ook inkomen plus toeslag) als functie van inkomen bij dit maximuminkomen een sprong naar beneden die veel groter is dan de genoemde €24 per jaar. De kinderopvangtoeslag is slechts gedeeltelijk afhankelijk van inkomen, d.w.z., hij daalt niet naar nul bij stijgend inkomen.
De wet bepaalt voor de toeslagen in het algemeen in artikel 7, derde lid één vermogenstoets, die alleen geldt als de afzonderlijke wet bepaalt dat de toeslag afhankelijk is van het vermogen: "Indien in een inkomensafhankelijke regeling de aanspraak op een tegemoetkoming mede afhankelijk is gesteld van het vermogen, bestaat geen aanspraak op een tegemoetkoming, indien ..". Voor een alleenstaande wordt hier bepaald dat er geen aanspraak is op een tegemoetkoming indien over het berekeningsjaar de rendementsgrondslag van box 3 plus de eventuele vrijgestelde groene beleggingen aan het begin van het berekeningsjaar meer bedraagt dan € 31.747 (2022). Groene beleggingen tellen dus wel mee voor de vermogenstoets, hoewel ze vrijgesteld zijn voor de inkomstenbelasting. Bovendien is het bedrag sinds 2021 lager dan het heffingvrij vermogen van box 3 (het stijgt mee met de inflatie, maar is niet meegestegen met de extra verhoging in 2021).
Deze bepaling geldt echter alleen ongewijzigd voor de huurtoeslag; in de Wet op de zorgtoeslag en de Wet op het kindgebonden budget staat "In afwijking van artikel 7, derde lid, van de Algemene wet inkomensafhankelijke regelingen ..", om dezelfde uitzondering te formuleren: voor een alleenstaande wordt hier bepaald dat er geen aanspraak is indien de grondslag sparen en beleggen, bedoeld in artikel 5.2, eerste lid, van de Wet inkomstenbelasting 2001 meer bedraagt dan € 80.000. Bij de bepaling van die grondslag wordt (zo vermelden de Wet op de zorgtoeslag en de Wet op het kindgebonden budget verder) geen rekening gehouden met de vrijstelling, bedoeld in artikel 5.13 van de Wet inkomstenbelasting 2001. Groene beleggingen tellen dus ook hier wel mee voor de vermogenstoets, hoewel ze vrijgesteld zijn voor de inkomstenbelasting, maar het vermogen mag € 80.000 meer zijn dan voor de huurtoeslag.
De kinderopvangtoeslag is niet afhankelijk van vermogen.

## Diversen
Toeslagen die binnen het toeslagenstelsel vallen moeten worden onderscheiden van een uitkering op basis van de Toeslagenwet, die onderdeel is van de zogenaamde werknemersverzekeringen. De Toeslagenwet maakte geen deel uit van de toeslagenaffaire.

## Toekomst
Het kabinet maakte in 2023 bekend te gaan werken aan hervorming of afschaffing van het toeslagenstelsel. Hoewel het stelsel voor veel mensen functioneert, zijn de regelingen ingewikkeld en hadden mensen te maken met hoge terugvorderingen. Verder houden sommige mensen weinig over wanneer ze meer gaan verdienen omdat toeslagen worden afgebouwd bij een stijgend inkomen.